# Chartered Surveyor
Il Chartered Surveyor (abbreviato in MRICS) è un titolo professionale protetto legalmente in Gran Bretagna.
Il Royal Institution of Chartered Surveyors è l'autorità preposta per la regolamentazione della professione; è riconosciuto con Decreto Reale (Royal Charter) ed è Autorità Competente a norma della Direttiva Europea 2005/36.
In Gran Bretagna il Chartered Surveyor sono professionisti riconosciuti con Decreto Ministeriale (Statutory Instruments) n.824 del 1991, aggiornato con Decreto n.2781 del 2007. Tali decreti rendono i titoli Chartered Surveyor (MRICS), Chartered Building Surveyor (MRICS), Chartered Minerals Surveyor (MRICS), Chartered Quantity Surveyor (MRICS), Chartered Valuation Surveyor (MRICS) e Technical Member of the Royal Institution of Chartered Surveyors (TechRICS) validi in Europa tramite la Direttiva Europea 2005/36.